# Haitske Pijlman
Haitske Valentijn-Pijlman (ur. 16 czerwca 1954 w Grouw) – holenderska łyżwiarka szybka, brązowa medalistka mistrzostw świata.

## Kariera
Największy sukces w karierze Haitske Pijlman osiągnęła w 1977 roku, kiedy zdobyła brązowy medal podczas sprinterskich mistrzostw świata w Alkmaar. W zawodach tych wyprzedziły ją jedynie Kanadyjka Sylvia Burka oraz Leah Poulos z USA. Był to jedyny medal wywalczony przez nią na międzynarodowej imprezie tej rangi. W tym samym roku była też piąta na wielobojowych mistrzostwach świata w Keystone. W 1980 roku brała udział w igrzyskach olimpijskich w Lake Placid w 1980 roku, zajmując piętnaste miejsce w biegu na 500 m i czternaste na dwukrotnie krótszym dystansie. W 1980 roku zakończyła karierę.
Jej mężem jest Jos Valentijn.